# فرانكلين إتش. إلمور
فرانكلين إتش. إلمور هو محامي وسياسي أمريكي، ولد في 15 أكتوبر 1799 في مقاطعة لورينز في الولايات المتحدة، وتوفي في 29 مايو 1850 في واشنطن العاصمة في الولايات المتحدة. نشط حزبياً في الحزب الديمقراطي. وقد انتخب عضو مجلس الشيوخ الأمريكي ‏ عن دائرة South Carolina Class 2 senate seat ‏ وقد انضم خلال فترته النيابية ‏ (11 أبريل 1850 – 29 مايو 1850) للكتلة البرلمانية الحزب الديمقراطي وانتخب عضو مجلس النواب الأمريكي ‏.